# Винниківська загальноосвітня санаторна школа-інтернат
Ви́нниківська за́гальноосвітня сана́торна шко́ла-і́нтернат — спеціалізована середня загальноосвітня школа I—III ступенів для дітей з малими і неактивними (фаза згасання) формами туберкульозу, яка розташована у місті Винники, Львівського району, Львівської області.

## Історія та сьогодення
Школа заснована у Винниках 1962 року. Приміщення школи складається з навчального та спального корпусів, в яких розміщені просторі класні кімнати, навчальні кабінети, комп'ютерний клас, актовий зал, охайні спальні приміщення, медичний кабінет, велика їдальня, бібліотека, спортзал. На території школи є футбольне поле, спортивний майданчик, дитячий майданчик. Професійно-трудове навчання організовано на базі нових майстерень (столярні), які обладнано сучасними столярними верстатами. У школі наявні кабінет обслуговуючої праці та перукарня. Від 2006 року — КЗ ЛОР «Винниківська загальноосвітня санаторна школа-інтернат I—III ступенів».
19 червня 2018 року на черговій сесії ЛМР відбулося голосування за проект рішення щодо перепрофілювання закладу Львівської обласної ради «Винниківська загальноосвітня санаторна школа-інтернат I—III ступенів» у комунальний заклад обласної ради «Заклад загальної середньої освіти I—II ступенів «Винниківський науковий ліцей» без збереження профілю санаторної школи та інтернату з повним утриманням учнів за рахунок засновника до 1 вересня 2019 року. Для втілення цього рішення забракло голосів депутатів. Керівник департаменту освіти і науки ЛОДА Любомира Мандзій повідомила, що перепрофілювання буде відбуватися повільно упродовж року і санаторна школа-інтернат стане ліцеєм з 1 вересня 2019 року.